# Navio-tanque

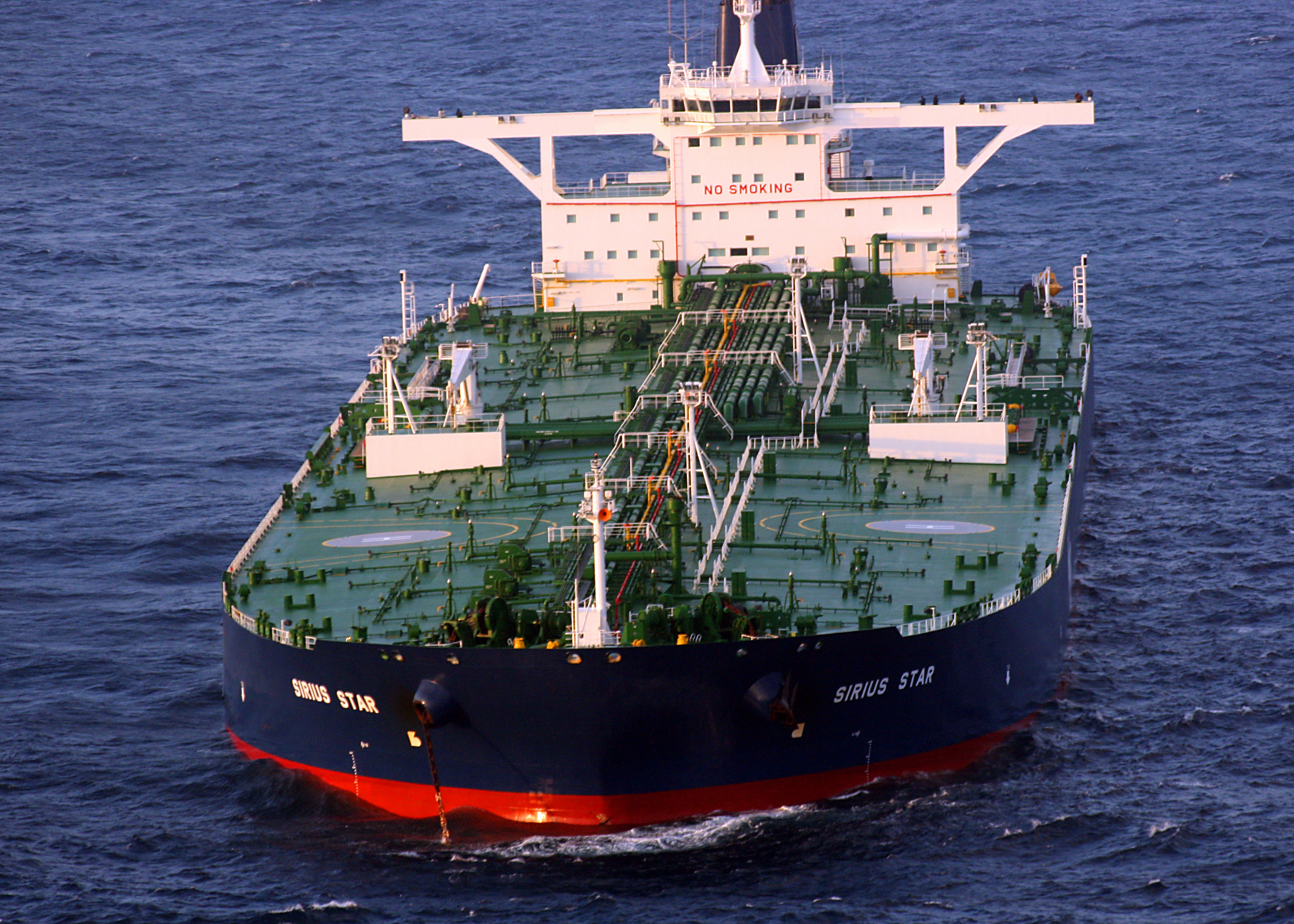
Superpetroleiro Sirius Star.

O navio-tanque  é um navio projetado para o transporte de líquidos a granel. Os principais tipos são os petroleiros, navios de transporte de produtos químicos e navios metaneiros. Navios-tanque podem carregar desde várias centenas de toneladas até centenas de milhares de toneladas.
O maior navio-tanque já construído foi o petroleiro Knock Nevis, fabricado em 1976, com 458 metros de comprimento e capacidade de carga total de 564 mil toneladas.